# Revista Crusoé
Crusoé é uma publicação digital jornalística semanal fundada em 2018 pelos jornalistas Diogo Mainardi e Mário Sabino, ambos sócios do site de notícias O Antagonista. O nome vem do personagem Robinson Crusoé, do livro homônimo de autoria do autor britânico Daniel Defoe.

## Linha Editorial
A revista tem como princípio editorial fazer um jornalismo independente e vigilante. "Vamos manter nossos governantes sob vigilância dia após dia, sem descanso. Qualquer governo, não importa qual o partido da vez.", afirma a revista em seu texto de lançamento.
A publicação não aceita nenhuma propaganda de órgãos públicos e empresas estatais, pois entende que essa é uma forma de manter a independência e se preservar de pressões que possam vir do poder público.

## Equipe
A revista foi dirigida inicialmente por Rodrigo Rangel, ex-editor-executivo da Revista Veja em Brasília e vencedor de três Prêmio Esso. Vários jornalistas passaram por ela, como Caio Junqueira, Filipe Coutinho e Paulo Cappelli. Tem como colunistas fixos Diogo Mainardi, Mario Sabino e Ruy Goiaba.

## Acesso
A revista é totalmente digital e tem o acesso exclusivo para os assinantes, que pagam um preço de 14,90 reais por mês.

## Controvérsias

### Remoçao de conteúdo pelo STF
Em abril de 2019, o ministro do  Supremo Tribunal Federal, Alexandre de Moraes determinou que a revista e o site O Antagonista retirassem do ar reportagens que faziam menção ao Presidente da Corte, Dias Toffoli, que teria sido citado pelo empresário  Marcelo Odebrecht, investigado e preso pela  Operação Lava Jato. Segundo a revista, que dispunha de prova documental, Odebrecht afirmou à Justiça que, em e-mails enviados por ele a dois executivos da empreiteira, o codinome "amigo do amigo do meu pai" se referia a Toffoli, na época das mensagens ministro da Advocacia-Geral da União.
Coube a Moraes a decisão de censurar a revista, por ser relator de um inquérito aberto pelo Supremo para apurar notícias falsas ou que atentem contra a honra dos ministros. O ministro ainda estipulou uma multa diária em caso de descumprimento da decisão e convocou e o publisher Mario Sabino a prestar esclarecimentos à Polícia Federal em até 72 horas. Mario Sabino definiria o depoimento como "kafkiano". 
O caso teve muita repercussão na  imprensa nacional e com a manifestação de várias autoridades do meio jurídico, jornalístico e político em repúdio à determinação do  STF.

A Associação Brasileira de Jornalismo Investigativo (Abraji) divulgou uma nota: 
| “ | "O inquérito aberto pelo Supremo Tribunal Federal (STF) para apurar a disseminação de 'fake news' contra os ministros do próprio tribunal atingiu hoje seu primeiro alvo: a liberdade de imprensa." (…) "É grave acusar quem faz jornalismo com base em fontes oficiais e documentos de difundir 'fake news', independentemente de o conteúdo estar correto ou não. Mais grave ainda é se utilizar deste conceito vago, que algumas autoridades usam para desqualificar tudo o que as desagrada, para determinar supressão de conteúdo jornalístico da internet. O precedente que se abre com essa medida é uma ameaça grave à liberdade de expressão, princípio constitucional que o STF afirma defender." Também causa alarme o fato de o STF adotar essa medida restritiva à liberdade de imprensa justamente em um caso que se refere ao presidente do tribunal." | ” |